# Drvene crkve u južnoj Malopoljskoj
Drvene crkve u južnoj Malopoljskoj je skupni naziv za devet crkava koje su upisane na UNESCO-ov popis mjesta svjetske baštine u Europi, a koje se nalaze u mjestima Binarowa, Sękowa i Szalowa (povjat Gorlice), Lachowice (povjat Sucha), Dębno i Orawka (povjat Nowy Targ), i Lipnica Dolna (povjat Bochnia) u Malopoljskom vojvodstvu; te Blizne i Haczów (povjat Brzozów) u Potkarpatskom vojvodstvu (Poljska). 
One su izvanredan primjer različite tradicije srednjovjekovne rimokatoličke crkvene arhitekture drvenih konstrukcija uspravnih greda koje su tada bile u uporabi u istočnoj i sjevernoj Europi. Ove crkve su financirale bogate plemićke obitelji i postale su statusnim simbolima. Isprva su imale gotičke višebojne ukrase koji su se, zbog drvene građe, bitno razlikovali od tradicionalne poljske gotike od kamena i opeke. Kasnije građevine pokazuju utjecaje baroka i rokokoa, ali i snažan utjecaj bizantske arhitekture zbog prisutnosti grčko-katoličke crkve u ovom području. No, najinteresantnije crkve kombiniraju ove odlike sa zapadnoeuroopskim oblicima kao što su izduženi glavni brod i izduženi tornjevi.
U Poljskoj postoje i brojne druge crkve koje imaju ove odlike, a kompleksi u mjestima Sanok i Nowy Sącz su muzeji na otvorenom.

## Popis lokaliteta
| Slika | Ime                                               | izgradnja          | Lokacija      | Koordinate                                  | Bilješke |
| ----- | ------------------------------------------------- | ------------------ | ------------- | ------------------------------------------- | --- |
|       | Crkva Uznesenja Marijina i sv. Arkanđela Mihovila | 1338.              | Haczów        | 49°23′43″N 21°32′42″E / 49.3952°N 21.545°E  | Najstarija drvena gotička crkva u Europi ima izvorne višebojne ukrase iz 15. stoljeća. Početkom 17. stoljeća je zatvorena obrambenom zidom zemljanih bastiona. |
|       | Crkva sv. Arkanđela Mihovila                      | oko 1500.          | Binarowa      | 49°27′05″N 21°08′04″E / 49.4515°N 21.1345°E | Crkva je dobila križni svod oko 1500., a 1595. godine i toranj na zapadnom pročelju. Početkom 17. stoljeća crkva je zatvorena vanjskom arkadom, prozorski otvori su povećani i nove višebojne slike su zamijenile starije slikocrteže.                                                              |
|       | Crkva Svih Svetih                                 | 1470.              | Blizne        | 49°27′14″N 21°34′58″E / 49.454°N 21.5829°E  | Ova crkva je bogato oslikana s izvanrednim prizorima "Posljednjeg suda" iz 15. stoljeća. U 18. stoljeću je opremljena drvenim namještajem i ponovno je oslikana. |
|       | Crkva sv. Arkanđela Mihovila                      | 15. stoljeće       | Dębno         | 49°07′N 19°13′E / 49.11°N 19.21°E           | Iako se već spominje 1335. godine, današnji izgled joj je iz 15. stoljeća. Ona ima jedinstvene srednjovjekovne ukrase, slikocrteže, na svodu i zidovima iz 15. i 16. stoljeća. Ukrasi se sastoje od 77 motiva, uključujući arhitektonske gotičke oblike, životinjske, svjetovne i vjerske prizore.  |
|       | Crkva sv. Leonarda                                | kasno 15. stoljeće | Lipnica Dolna | 49°30′46″N 20°20′09″E / 49.5128°N 20.3359°E | Iz 15. stoljeća su preživjeli dijelovi višebojnih ukrasa na svodu glavnog broda. Crkva se nalazi izvan obrambenih gradskih zidina i služila je kao grobna crkva sve do danas. Obnavljana je više puta, ali nije narušen njen oblik i prostorni raspored.                                            |
|       | Crkva sv. Filipa i Jakova                         | 1520.              | Sękowa        | 49°22′N 21°07′E / 49.36°N 21.12°E           | Izgrađena na mjestu starije crkve ima kvadratični tlocrt bez brodova, trostranom apsidom na istoku i strmim krovom. |
|       | Crkva sv. Petra i Pavla                           | 1789.              | Lachowice     | 49°12′40″N 21°25′26″E / 49.211°N 21.424°E   | Crkva je izgrađena zahvaljujući donacijama, a njen izvorni barokni namještaj je zamijenjen 1836. godine. God. 1846. na vanjskim arkadama su dodani prizori Križnog puta. Iako je i kasnije obnavljana, pridržavalo se izvornih oblika i dekoracija.                                                 |
|       | Crkva sv. Ivana Krstitelja                        | 1651.              | Orawka        | 49°18′12″N 19°25′48″E / 49.3032°N 19.4301°E | Ova crkva se povezuje s obnovom katoličanstva Malopoljskog vojvodstva koje je provodio austrijski car Ferdinand III. Obnovljena je od 1816. – 19., a toranj je obnovljen 1901. godine. God. 1927. kapela je prekrivena kupolom koja je uklonjena 1935. godine kako bi joj se vratio izvorni izgled. |
|       | Crkva sv. Arkanđela Mihovila                      | 1736. – 56.        | Szalowa       | 49°24′20″N 21°00′44″E / 49.4056°N 21.0123°E | Ona se razlikuje svojim oblikom od ostalih crkava, iako je građena istom konstrukcijskom tehnikom. Crkva ima tri broda i oblik bazilike, te bogate vanjske baroko-rokoko višebojne ukrase iz 18. stoljeća. Trijem na pročelju je dodan kasnije.                                                     |

## Poveznice
- Crkve mira u Jaworu i Šwidnici
- Slovačke drvene crkve

## Vanjske poveznice
- Put drvene arhitekture (engl.)
- Povijest pokrajinskih crkava